# Mohammed Dib Zaitoun
Pour les articles homonymes, voir Dib.
Mohammed Dib Zaitoun (en arabe : محمود ديب زيتون, né le 20 mai 1951) est l'actuel chef de la Direction générale de la sécurité syrienne et un proche conseiller du président syrien Bachar el-Assad. Il est l'un des nombreux hauts fonctionnaires sanctionnés par l'Union européenne pour leurs actions contre des manifestants lors du soulèvement révolutionnaire pacifique qui devient par la suite la guerre civile syrienne. Il est visé par une plainte pour « terrorisme d’État, [accusé] d’avoir orchestré des disparitions forcées, torturé et procédé à des exécutions de masse » en Espagne, aux côtés de huit autres responsables syriens. 

## Carrière Militaire
Le Maj. Gen. Dib Zaitoun est né à Damas dans une famille sunnite. Avant d'occuper son poste actuel de chef de la Direction générale de la sécurité, il était le chef de la Direction de la sécurité politique (PSD). Il avait occupé ce poste au PSD en 2009, après que l'ancien chef Muhammad Mansoura ait été retiré de son poste apparemment en raison de son implication  dans des activités de contrebande organisée à la frontière irakienne syrienne. Avant d'être chef du PSD, Dib Zaitoun avait été le chef adjoint de l'Assemblée générale Direction de la sécurité au cours de laquelle on lui a demandé, avec d'autres membres de l'entourage du président, d'enquêter sur l'assassinat en 2008 d'Imad Moughnieh du Hezbollah, à Damas,.

## Guerre civile
Au début de l'insurrection syrienne, Dib Zaitoun est devenu l'un des neuf membres de la « cellule de crise » du gouvernement qui a été chargée de gérer les protestations et l'affrontement violent avec les manifestants. Après l'attentat du 18 juillet 2012 contre la cellule de gestion de crise et la mort de quatre membres clés de l'équipe, Dib Zaitoun est élevé à la tête de la Direction  générale de la sécurité et sa position précédente en tant que chef de la sécurité politique est reprise par Rustom Ghazali.